# Chupacabra (achtbaan)
Chupacabra is een omgekeerde achtbaan in het Spaanse themagebied van Six Flags Fiesta Texas.

## Algemene Informatie
De Goliath is op 18 april 2008 in Six Flags Fiesta Texas geopend en is een spiegelbeeld van de meeste andere Batman: The Ride-achtbanen. Hiermee is hij 821 meter lang, heeft een eerste afdaling van 24 meter en bedraagt de topsnelheid 80 km/u. De rit duurt 2 minuten en heeft een theoretische capaciteit van 1400 personen per uur.
In de winter van begin 2025 werd de achtbaan geherthematiseerd naar het folkloreverhaal van de Chupacabra en kreeg voor de vierde keer een andere naam.

## Verplaatsingen
De Goliath opende als Gambit in het Japanse attractiepark Thrill Valley in 1995. Na een verplaatsing naar Six Flags New Orleans in 2003 was de baan bekend als Batman: The Ride. Nadat orkaan Katrina Six Flags New Orleans verwoestte, werd de baan verplaatst naar Six Flags Fiesta Texas. Hierbij werden er nieuwe treinen op de baan gezet, aangezien de vorige niet meer bruikbaar waren.